# つぶやき岩の秘密
『つぶやき岩の秘密』は、新潮社の新潮少年文庫から1972年（昭和47年）1月に発行された新田次郎の小説。およびこれを原作としてNHKが製作、放送したテレビドラマである。

## 小説
三浦半島に戦争中に作られた旧日本軍の地下要塞に隠されたという、金塊の噂をめぐるサスペンスである。新田によれば、長男と長女にそれぞれ息子ができたのを機に、「これはおじいちゃんが書いた少年小説だと自慢できるようなものを残したいという気持」で執筆した、「一種の冒険探偵小説のようなもの」だという。
舞台となる「富浜」のモデルは、三浦市の三戸浜海岸（新潮社の保養所があり、新田はここで『八甲田山死の彷徨』を執筆した）。また「白髯さんの別荘」のモデルは三浦朱門・曽野綾子夫妻の別荘である。

### あらすじ
大塚村小学校6年生の三浦紫郎少年は、早くに両親を亡くして祖父母に育てられていた。彼は「海のつぶやき」を聞くのが好きだった。彼が生まれ育った大塚村は、三浦半島の相模湾側にあって、富浜という海水浴場があり、その南に塚が崎という岬がある。その岬の近くにある岩場では、大潮の日に岩に耳を近づけると、複雑な潮流によってつぶやくような音が聞こえるのだ。紫郎はその岩を「つぶやき岩」と呼んでいた。
9月の大潮の日、いつものように「海のつぶやき」を聞いていた紫郎は、母親がすすり泣くかのような音を聞いた直後、塚が崎の岩壁の上、およそ人が近づけそうもないような場所に、顔の黒い老人が立っているのを目撃する。祖父の源造は、その男は「金塊亡者」かもしれないという。塚が崎周辺の地下には、戦争中に軍が掘った地下要塞がある。その中には金塊が隠されている、という噂があり、金塊を探しにきたと思われる変死者も出ているのだ。地下要塞の出入口はあちこちにあり、中には外からはわからないようになっている隠し扉もあるという。老人はその隠し扉から出入りしたのではないかというのだ。
紫郎の両親は漁師だったが、紫郎が2歳のときに舟で漁に出たまま行方不明となり、3日後、舟の残骸だけが城ヶ島に漂着しているのを発見されたのである。失踪直前、別の漁師が、二人の乗った舟の近くに不審な鰹船が接近するのを目撃していた。二人は、何らかの事情で金塊の秘密を知ったために殺されたのではないか、と噂されるようになり、以来、村人は誰も塚が崎の地下要塞には近づこうとしなくなっていた。
紫郎の担任である小林恵子は、紫郎がこれ以上好奇心を持って危険な行動に出ることを止めようとして、あえて、弟で大学山岳部員の晴雄に頼んで、岩壁の調査をしてもらう。ところが、晴雄は何者かに殺されかかる。さらに怪事件は続き、紫郎も命を狙われる事態となる。

### 登場人物
三浦紫郎（みうら しろう）
主人公。小学6年生（作中で中学1年に進学）。海が好きで、友達と遊ぶより一人で海に行くほうを好む。算数と作文が得意で音楽が苦手。性格も良く、周囲からも好かれているが、両親を早くに亡くしているため、どことなく暗い影がある。
三浦源造（みうら げんぞう）
紫郎の祖父。三浦義澄の直系子孫といわれ、代々大塚村の名主をつとめた旧家であるが、親戚の事業失敗の余波をかぶって凋落した。
三浦ぬい
紫郎の祖母。
三浦義造（みうら よしぞう）
源造の一人息子で紫郎の父。漁師。紫郎が2歳のときに、妻とともに、海に出たまま行方不明となった。
三浦ゆき
義造の妻で紫郎の母。夫とともに行方不明となった。
小林恵子（こばやし けいこ）
大塚村小学校の教師で紫郎の担任。教師になって3年目。実家は東京で、村の農家に下宿している。伯父は信用調査所の重役。
小林晴雄（こばやし はるお）
恵子の弟。大学1年生で山岳部員。姉に協力して塚が崎の調査を行う。
久松良子
大塚村小学校の教師で恵子の同僚。のちに大塚村中学校に転任し、進学した紫郎の担任となる。
安（やす）
本名は小庭安春（こにわ やすはる）。通称「クルクルパーの安」。村はずれの小屋に住みついている男。もとは下士官だったが、地下要塞の工事中に頭を負傷して以来、極度に他人を恐れるようになり、戦後も引き揚げずにそのまま村に住み着いた。村人からは、頭がおかしいが無害な男だと思われている。
白髯（しらひげ）さん
本名は高島武治（たかしま たけはる）。塚が崎の別荘で一人暮らしをしている白ひげの老人。喘息を持病に抱えている。元船乗りと称しているが、過去のことはあまり語りたがらない。村人とあまり交流を持たず、村人たちからは謎めいた人物だと思われている。
亀（かめ）さん
本名は鶴港亀之進（つるみなと かめのしん）。戦後に村に移り住んできた行商人。独身。

### 書誌
- 『つぶやき岩の秘密』新潮社〈新潮少年文庫〉、1972年1月。 - 挿絵は司修。
- 『つぶやき岩の秘密』新潮社〈新潮文庫〉、2012年6月。ISBN 978-4-10-112228-1

## テレビドラマ版
NHK少年ドラマシリーズの中の一作である。原作者は新田次郎。1973年7月9日、7月10日、7月11日、7月16日、7月18日、7月19日の、18時05分から18時29分30秒まで放映され、1974年3月11日から3月16日の、同時間に再放映された。
全編ロケによるフィルム制作だったこともあり、大部分の映像が残っていない少年ドラマシリーズとしては珍しく全話分がNHKに保存されており、2001年にはDVDが発売された。

### キャスト
- 三浦紫郎：佐瀬陽一
- 小林恵子：菊容子
- 白髯さん：美川陽一郎
- 小林晴雄：福島資剛
- 久保先生：戸川暁子
- 山下志津子：吉岡いずみ
- 亀さん：陶隆（陶隆司）
- 安：川端増五郎
- 母屋のおばさん：宮内順子
- 三浦ぬい：西口紀代子
- 三浦源造：巌金四郎
- ナレーション：高橋昌也

### スタッフ
- 原作:新田次郎
- 脚本:鎌田敏夫
- 演出:佐藤和哉
- 制作:柴田和夫
- 音楽:樋口康雄

### 主題歌
「遠い海の記憶」
- 作詞：井上真介／作・編曲：樋口康雄／歌：石川セリ
- 1974年8月・9月には『みんなのうた』でも紹介。38年後の2012年8月・9月にはラジオのみで再放送。
- 石川セリの2ndアルバム『ときどき私は......』に収録。

### DVD
2001年6月22日に、全6話（約149分）を収録したDVDがアミューズソフト販売より発売されている。